# Wojnowice (powiat leszczyński)
Wojnowice – wieś w Polsce położona w województwie wielkopolskim, w powiecie leszczyńskim, w gminie Osieczna.
W latach 1975–1998 miejscowość należała administracyjnie do województwa leszczyńskiego.
Od końca XVIII w. do 1835 r. Wojnowice wchodziły w skład majątku Osieczna. Następnie przeszły w ręce niemieckie, m.in. księcia Waldemara zu Schleswig-Holstein-Sonderburg-Augustenburg, a w końcu rodziny Tetlitz. Pałac zbudowany został przez Telitzów na początku XX w. Ostatnim przedwojennym właścicielem był Hermann Telitz.